# Mysmenidae
Los misménidos (Mysmenidae) son  una familia de arañas araneomorfas, que forman parte de la superfamilia de l los araneoideos (Araneoidea), junto con trece familias más entre las que destacan, por su número de especies: Linyphiidae, Araneidae, Theridiidae y Tetragnathidae. 

## Distribución
Se encuentran por Europa y Asia, zonas de América, alrededor del centro de África y muchas Islas.

## Sistemática
Con la información recogida hasta el 31 de diciembre de 2011, esta familia cuenta con 123 especies descritas comprendidas en 23 géneros:
- Acrobleps Hickman, 1979 (Tasmania)
- Anjouanella Baert, 1986 (Islas Comores)
- Brasilionata Wunderlich, 1995 (Brasil)
- Calodipoena Gertsch & Davis, 1936 (América Central, Caribe, Argelia)
- Calomyspoena Baert & Maelfait, 1983 (Galápagos)
- Crassignatha Wunderlich, 1995 (Malasia)
- Iardinis Simon, 1899 (Nepal, India)
- Isela Griswold, 1985 (Sudáfrica)
- Itapua Baert, 1984 (Paraguay)
- Kekenboschiella Baert, 1982 (Nova Guinea)
- Kilifina Baert & Murphy, 1992 (Kenia)
- Leviola Miller, 1970 (Angola)
- Maymena Gertsch, 1960 (América Central hasta Sur América)
- Microdipoena Banks, 1895 (EUA hasta Paraguai, África)
- Mysmena Simon, 1894 (Mediterráneo, Oceania)
- Mysmenella Brignoli, 1980 (Paleártico, África, Oceania)
- Mysmeniola Thaler, 1995 (Venezuela)
- Mysmenopsis Simon, 1897 (EUA a Perú)
- Phricotelus Simon, 1895 (Sri Lanka)
- Tamasesia Marples, 1955 (Samoa, Nueva Caledonia)
- Taphiassa Simon, 1880 (Nueva Caledonia)
- Trogloneta Simon, 1922 (EUA, Europa, Islas Canarias)